# 王沈 (前趙)
王 沈（おう しん、生没年不詳）は、中国の五胡十六国時代の漢（後の前趙）の政治家であり、宦官である。劉聡の寵遇を受けて権勢をほしいままにし、数多くの功臣を誅殺するなど、暴虐の限りを尽くした。

## 生涯
宦官として漢に仕え、316年に中常侍に任じられた。宣懐・兪容・中宮僕射郭猗・中黄門陵修らと共に劉聡の寵遇を受けた。
劉聡が後宮に籠って宴に明け暮れ、百日に渡って出ない程になると、王沈が朝政を仕切る様になり、群臣はみな王沈の発言をもって劉聡の意とした。このため、功績のある旧臣が賞されず、奸佞の小人が二千石の官に至ることもあった。当時、連年に渡り戦争が続いた上、将士には賞賜がなく、後宮では僮僕にさえ数千万の賞賜が与えられるようになった為、群臣は大いに不満を抱いた。王沈らの車や衣服、また邸宅の豪華さは諸王を超えており、その子弟で庶民から内史や令長となる者が30人余りにおよび、彼らは良民を迫害して財貨を着服した。
劉聡は315年冬より朝政に出席しなくなり、軍事・政務に関しては全て劉粲に任せ、刑事の執行と官爵の授与については王沈・郭猗らを通して行わせた。しかし、王沈はほとんど奏上せず、独断で決した。
少府陳休と左衛将軍ト崇は清廉潔白な人柄で、かねてより王沈等を憎んでいた。王沈とは公的な場所に出た時でさえ話もしなかった為、王沈は彼等を深く憎んでいた。ある時、侍中ト幹が陳休とト崇へ「王沈等の権勢は、天下をひっくり返すことさえできる程だ。卿等は自らの振る舞いをよく顧みるべきだ。陳蕃（後漢時代の政治家。宦官に屈せず死刑になった）よりも賢いつもりなのかね」と諫めると、二人は「我等は既に齢五十を越えた、位も高い。後はただ死を待つのみである。忠義の為に命を落とすのなら、それこそ死に場所を得たと言うものだ。どうしてあのような輩に頭を下げられるというのか。我の下から去り給え。そして、二度とそのようなことを口にしないように」と答えた。   
316年2月、劉聡は陳休・ト崇を始め、特進の綦毋達・太中大夫の公師彧・尚書の王琰・田歆・大司農の朱誕らをみな誅殺した。彼らは、王沈を始めとした宦官が忌み嫌っていた者達であった。卜幹は泣いて劉聡を諫め「陛下は今まで賢人を求めて側近に侍らせてきましたが、今、一度に七人もの卿大夫を殺戮なされます。陛下は忠良な者を先に誅して後はどうされるのでしょうか。仮に彼等が有罪だとしても、陛下は裁判という正式な手順を踏まずに処罰なさるのです。天下の人々がどうして靡くでしょうか。それに、詔は臣の職務ですが、今回の件では何の相談にも預かっておりません。昔、秦が三人の臣下を勝手に殺したとき、君子は穆公が覇者になれないことを知ったのです。どうか陛下、よくお考え直し下さい」と言い、叩頭して流血した。王沈は卜幹を叱責し「卜侍中は詔を拒むというのか」と言った。劉聡は諫言を聞き入れず、衣を引いて奥へ入ると、卜幹を免官して庶人に落とした。
太宰劉易・大将軍劉敷・御史大夫陳元達・金紫光禄大夫王延らが参内し「今、王沈らは常伯の位にあって生殺与奪の権を握り、その勢威は海内を傾むかせるほどです。その愛憎によって詔を偽り、内にあっては陛下に諂い、外にあっては相国を佞しております。その威権は人主と変わらず、王公でさえ目を側め、卿宰ですら望塵の拝をとっております。彼らは人の推挙にも影響を及ぼし、実のある選挙が行われることは無くなりました。その為、士卒は自らを取り上げてもらう為、政治では賄賂が横行するようになり、姦徒が集まり忠善が毒されるようになりました。王琰らは忠臣であり、彼らが忠節を陛下に尽くしていることから、王沈らは自らの姦事が露見することを恐れて極刑に陥れたのです。陛下が賢察を垂れずに誅戮を加えてしまい、怨念は穹蒼に轟き、痛念は九泉に至り、悲嘆は四海に響き、賢愚はともに恐れ慄いております。王沈らはみな刑余の身（宦官の事）であり、背恩忘義の類です。どうして士人や君子のように恩に感じることがあるでしょうか。陛下はなぜこれらを親しく近づけ、任用されているのでしょうか。昔、斉の桓公が易牙を任用した事により乱を招き、蜀漢の孝懐帝（劉禅）が黄皓を任用して滅びを招いたことがありましたが、これらは悪い前例です。ここ数年、地震や日蝕があり、血雨や火災があったのも全て王沈らが原因です。願わくは凶悪の者が刑事に参与する流れを断ち、尚書・御史に朝廷の万機に当たらせ、相国・公卿と五日に一日は政事について議し、大臣にはその言を包み隠さず発言させ、忠臣にはその意を通させますように。今、晋の残党は平定されず、巴蜀の地は従わず、石勒は趙魏の地に割拠する意思をひそかに持ち、曹嶷は全斉の地に王たらんという心を抱いている上、王沈らが大政を乱しております。陛下の心腹四肢で患いがない箇所は有りません。王沈らの官を免じ、有司に付して罪を裁かれますように」と、固く諫めた。
劉聡はこの上表文を王沈らに見せると「陳元達が言うには、汝らは痴れ者という事になっているぞ」と笑って言い、そのまま対応することなく横になった。王沈は頓首して涙を流し「臣らは小人であって陛下の抜擢を受けましたが、王公朝士は臣らを仇のように憎んでおり、また深く陛下を恨んでおります。どうか臣らを廃して廷内の上下の和を結ばれますように」と言った。劉聡は「この文は偽りであり、卿がどうして恨まれることがあるというのか」と答えた。更に劉粲にこのことを問うと、劉粲は王沈らが王室に忠誠を尽くしていると盛んに称賛した。劉聡は大いによろこび、王沈らを封じて列侯とした。
劉易が再び上疏して固く諫めると、劉聡は大怒してその上表文を破り、劉易は怒りの余りに死去した。陳元達は大いに悲しみ、家に戻ると自殺した。
劉聡は劉乂を皇太弟として立てていたが、劉聡の実子である劉粲はこれを苦々しく思っており、密かに彼を除かんと謀略を為した。王平は劉粲の命を受けて劉乂の下に赴くと「詔によれば都に異変が起ころうとしております。殿下（劉乂）は武具を集めて備えられますように」と発言した。劉乂はこれを信じ込み、宮臣に命じて東宮に武具を集めさせた。劉粲は使者を王沈・靳準の下へ派遣して「王平の報告によると東宮が変事を起こそうとしているとのことだが、どう対応すべきか」と問うた。靳準がこの事を劉聡へ報告すると、劉聡は大いに驚き「そのようなこと信じられぬ」と言った。だが、王沈らが声を揃えて「臣らは久しくこの事を聞き知っておりましたが、陛下が信用されないことを恐れて黙っていたのです」と言った為、劉粲に命じて東宮を包囲させた。劉粲は王沈・靳準に命じて氐族・羌族の酋長十人余りを捕えて肉刑を加えさせ、劉乂とともに反逆を謀ったと誣告させた。劉聡は王沈らに対して「今になって卿らがいかに朕に対して忠誠を尽くしていたかを知った。以前、進言を用いなかったからといって、今後何かを知っても黙っておくようなことのないように」と言った。劉聡は、劉乂と親交があった大臣および官員数十人を誅殺したが、彼らはみな王沈達が普段から憎んでいた人々だった。劉乂は廃されて北部王に降格となったが、劉粲は密かに賊を派遣して劉乂を殺害させた。
王沈はさらに劉聡の信頼を得る為、14歳になる非常に美しい女性を養女として迎え、それを劉聡に差し出した。劉聡は彼女を左皇后に立てた。尚書令王鑒・中書監崔懿之・中書令曹恂らが諫めて「王たるもの天の徳を持ち、后たるもの地の徳を持つと言います。命ある時は宗廟を守護し、死した後は陵墓により守られます。世に優れた徳を持つ人間を選び、衆の望に叶ってこそ、神祇の心は賞賛を受けるのです。孝成は心の望むままに身分の低い女子を皇后とした為に皇統の断絶、社稷の傾きを招いたのです。大漢の禍もこれに他なりません。麟嘉以来、中宮の位は徳を持って選んでおりません。特に今回は、刑余りの小醜である王沈やその弟女が朝廷を汚しているというのに、その下女などを入れるべきではありません。六宮の妃嬪は皆公子公孫であるのに、どうして下女を入れようというのでしょうか。臣は国家に禍が訪れることを恐れます」と言った。劉聡はこれを聞いて大怒し、宣懐を劉粲の下へ派遣し「王鑒らは国家を侮って狂言を口にしております。君臣上下の礼も失しており、速やかに対処しますように」と言い、劉粲は王鑒らを収めて市に送った。金紫光禄大夫王延が急行して劉聡を諫めようとしたが、門衛が通さなかった。王鑒らの刑の執行に際して、王沈は杖をもって王鑒を叩き「庸奴め。もう悪事は起こせまい。貴様のような輩と長年共にしてたとはな」と詰った。王鑒が目を瞋らせてこれを叱咤して「豎子め。皇漢を滅ぼす者は汝ら鼠輩と靳準である。先帝に訴えて汝らを地下において捕えるだろう」と言った。また、崔懿之は「靳準の容姿を見るに必ずや国の患いとなるだろう。汝もまた人を食らったからには、必ずや人が汝を食らうだろう」と言い放った。王沈は彼らを斬った。
この後、劉聡が逝去して劉粲が即位するに及んで靳準は変事を起こすが、企ては失敗して劉曜に誅殺された。王沈もこの時誅殺されたと言われているが、史書にその記載は無い。